# Alfredo Arreaza Guzmán
Alfredo Arreaza Guzmán (Caracas, 17 de julio de 1908-Caracas 4 de agosto de 1998) fue un médico y político venezolano, graduado de la facultad de Medicina de París.

## Biografía
Fue ministro de Sanidad brevemente en 1964 en sustitución de Arnoldo Gabaldón durante el inicio del gobierno de Raúl Leoni. Arreaza Guzmán estuvo encargado del ministerio de Sanidad venezolano en dos oportunidades previas, en septiembre de 1947 y luego entre septiembre y octubre de 1959. Fue además miembro del directorio del Instituto Nacional de Obras Sanitarias (INOS) entre 1950 y 1955. En 1952, junto con Jacinto Convit, fundó la Sociedad Venezolana de Salud Pública.